# Martin Mathathi
Martin Irungu Mathathi (Nyahururu, 25 dicembre 1985) è un mezzofondista e maratoneta keniota.

## Biografia
Ai Campionati del mondo di Osaka 2007 ha conquistato la medaglia di bronzo nei 10000 m piani, preceduto dagli etiopi Kenenisa Bekele (medaglia d'oro, con il tempo di 27'05"90) e Sileshi Sihine.
Nel 2010 ha vinto la mezza maratona di Sendai con un tempo di 59'48" battendo Mekubo Mogusu.

## Palmarès
| Anno | Manifestazione    | Sede     | Evento        | Risultato | Prestazione | Note                          |
| ---- | ----------------- | -------- | ------------- | --------- | ----------- | ----------------------------- |
| 2005 | Mondiali          | Helsinki | 10000 m piani | 5º        | 27'12"51    |                               |
| 2006 | Mondiali di cross | Fukuoka  | Corsa lunga   | Bronzo    | 35'44"      |                               |
| 2006 | Mondiali di cross | Fukuoka  | A squadre     | Oro       | 24 p.       |                               |
| 2007 | Mondiali          | Osaka    | 10000 m piani | Bronzo    | 27'12"17    |                               |
| 2008 | Giochi olimpici   | Pechino  | 10000 m piani | 7º        | 27'08"25    | Miglior prestazione personale |
| 2011 | Mondiali          | Taegu    | 10000 m piani | 5º        | 27'23"87    |                               |

## Campionati nazionali
2009
- 8º ai campionati kenioti, 10000 m - 28'19"13

## Altre competizioni internazionali
2003
- Oro alla 10 miglia di Kosa ( Kosa) - 45'20"

2004
- Oro alla 10 miglia di Kosa ( Kosa) - 44'51"

2006
- Oro alla 10 miglia di Kosa ( Kosa) - 45'01"

2007
- Oro alla Peachtree Road Race ( Atlanta) - 28'01"
- Oro al Chiba International Crosscountry ( Chiba) - 10'47"

2010
- Oro alla Mezza maratona di Sendai ( Sendai) - 59'48"
- Oro alla Mezza maratona di Nagoya ( Nagoya) - 1h00'29"
- Argento alla Mezza maratona di Sapporo ( Sapporo) - 1h01'32"
- Oro alla 10 miglia di Kosa ( Kosa) - 44'59"
- Oro alla Parelloop ( Brunssum) - 27'22"
- Oro al Chiba International Crosscountry ( Chiba) - 11'14"

2011
- Oro alla Great North Run ( Newcastle upon Tyne) - 58'56"
- Oro alla Gifu Seiryu Half Marathon ( Gifu) - 1h00'47"
- Oro alla 10 miglia di Kosa ( Kosa) - 46'20"
- Oro alla Great Edinburgh Run ( Edimburgo) - 28'03"
- Argento al Chiba International Crosscountry ( Chiba) - 34'22"

2012
- Oro alla Sapporo Half Marathon ( Sapporo) - 1h01'35"
- Oro alla Gifu Seiryu Half Marathon ( Gifu) - 1h01'29"
- Argento al Chiba International Crosscountry ( Chiba) - 35'09"

2013
- Oro alla Maratona di Fukuoka ( Fukuoka) - 2h07'16"
- Argento alla Gifu Seiryu Half Marathon ( Gifu) - 1h00'54"

2014
- 21º alla Maratona di Fukuoka ( Fukuoka) - 2h17'23"
- Oro alla Kagawa Marugame Half Marathon ( Marugame) - 1h00'11"

2015
- 18º alla Maratona di Fukuoka ( Fukuoka) - 2h18'00"
- Bronzo alla Gifu Seiryu Half Marathon ( Gifu) - 1h02'40"
- 5º alla Great South Run ( Portsmouth) - 46'16"

2016
- Bronzo alla Gifu Seiryu Half Marathon ( Gifu) - 1h02'12"